# Euthrenopsis
Euthrenopsis är ett släkte av snäckor. Euthrenopsis ingår i familjen valthornssnäckor.
Kladogram enligt Catalogue of Life:
| Euthrenopsis | \| \| Euthrenopsis bountyensis \| \| \| \| \| \| Euthrenopsis otagoensis \| \| \| \| \| \| Euthrenopsis venusta \| \| \| \| |
|              | \| \| Euthrenopsis bountyensis \| \| \| \| \| \| Euthrenopsis otagoensis \| \| \| \| \| \| Euthrenopsis venusta \| \| \| \| |
|              | Euthrenopsis bountyensis |
|              | |
|              | Euthrenopsis otagoensis |
|              | |
|              | Euthrenopsis venusta |
|              | |